# 贵石沟街道
贵石沟街道，是中华人民共和国山西省阳泉市矿区下辖的一个乡级行政区单位。

## 行政区划
贵石沟街道下辖以下地区：
枣岭山社区、小河滩社区、苏村社区和水滩社区。